# يوهان كونراد كيرن
يوهان كونراد كيرن (الألمانية السويسرية الموحدة: Johann Konrad Kern) هو محامي وسياسي سويسري، ولد في 11 يونيو 1808 في سويسرا، وتوفي في 14 أبريل 1888 في سويسرا بسبب سكتة. انتخب رئيس المجلس الوطني السويسري ‏ وانتخب عضو المجلس الوطني السويسري.

## روابط خارجية
- يوهان كونراد كيرن على موقع الموسوعة البريطانية (الإنجليزية)